# Конакбаєв Серік Керімбекович
Се́рік Керімбе́кович Конакба́єв (каз. Серік Керімбекұлы Қонақбаев; нар. 25 жовтня 1959) — казахський радянський боксер напівсередньої ваги. Дворазовий чемпіон Європи, триразовий чемпіон СРСР, срібний призер Олімпійських ігор і чемпіонату світу з боксу.

## Життєпис
Народився 25 жовтня 1959 року в місті Павлодарі (Казахстан).
У 1981 році закінчив Джамбульський гідромеліоративно-будівельний інститут, отримавши спеціальність «інженер-будівельник». У 1999 році отримав другу вищу освіту в Міжнародному казахсько-турецькому університеті імені Х. А. Яссаві. У 2006 році отримав вчений ступінь кандидата економічних наук.
Після завершення боксерської кар'єри перейшов на тренерську роботу. З 1986 по 1992 роки працював тренером збірної Казахстану з боксу.
У 1992 році став засновником і очільником Федерації професійного боксу Казахстану.
У 1999 році Серік Конакбаєв також став членом мажилісу Парламенту Республіки Казахстан.

## Спортивна кар'єра
У 1979 році на чемпіонаті СРСР виборов бронзу в першій напівсередній вазі й був відібраний до складу збірної СРСР, що виступала на чемпіонаті Європи в Кельні (ФРН). На чемпіонаті Європи Серік Конакбаєв здивував усіх, перемігши у фіналі першої напівсередньої ваги італійця Патриціо Оливу. Того ж року він став переможцем Кубка світу в Нью-Йорку (США).

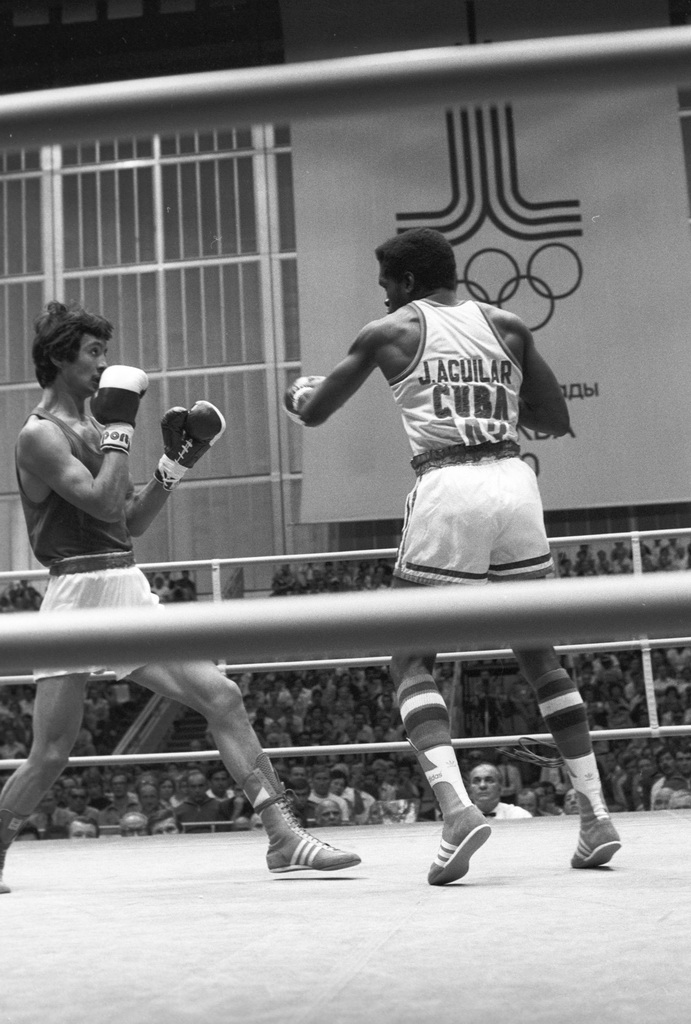
Півфінальний двобій С. Конакбаєва з кубинцем Хосе Агіларом на Олімпіаді-80 у Москві.

У 1980 році переміг у чемпіонаті СРСР і був зарахований до збірної для участі в літніх Олімпійських іграх у Москві (СРСР). У фіналі змагань першої напівсередньої ваги поступився тому ж Патриціо Оливі, отримавши срібну олімпійську медаль.
Після московської Олімпіади Конакбаєв перейшов у напівсередню вагу. У 1981 році вдруге виграв чемпіонський титут на чемпіонаті Європи в Тампере (Фінляндія), перемігши у фіналі змагань представника НДР Карла-Гайнца Крюгера. Того ж року на Кубку світу в Монреалі (Канада) виборов золото.
На чемпіонаті світу 1982 року в Мюнхені (ФРН) Серік Конакбаєв виборов срібну медаль, поступившись у фіналі змагань представникові США Марку Бріланду.
У 1984 році виборов свій останній титул чемпіона СРСР і незабаром після цього пішов з боксу.

## Кінокар'єра
У 1986 році Серік Конакбаєв знявся в одному з перших радянських бойовиків «Таємниці мадам Вонг», зігравши головну роль радянського моряка Булата. Того ж року знявся у ще одній стрічці кіностудії «Казахфільм» — «На перевалі».

## Нагороди і почесні звання

### Нагороди СРСР
- Медаль «За трудову доблесть» (1980).
- Медаль «За трудову відзнаку» (1984)
- Заслужений майстер спорту СРСР (1981).

### Нагороди Казахстану
- Орден Благородства (2009).
- Орден Пошани (2004).
- Медаль «10 років незалежності Республіки Казахстан» (2001).
- Медаль «10 років Парламенту Республіки Казахстан» (2006).